# Desaparición de Emma Fillipoff

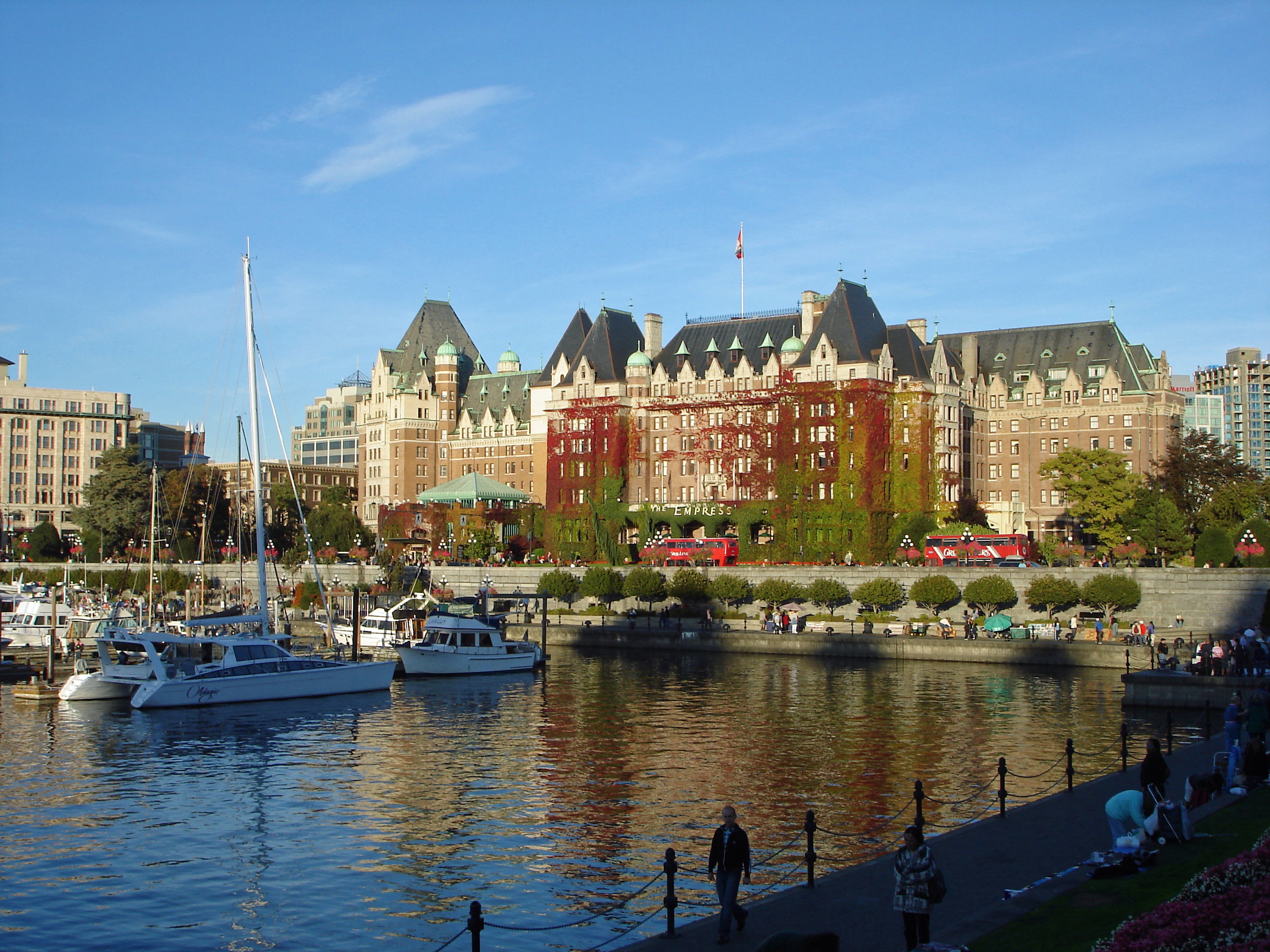
Fachada del Hotel Empress de Victoria, donde se perdió la pista a Emma Fillipoff el 28 de noviembre de 2012.

Emma Fillipoff (Ontario; 6 de enero de 1986) era una joven canadiense que desapareció frente al Hotel Empress de la ciudad de Victoria (Columbia Británica) el 28 de noviembre de 2012, a los 26 años de edad.

## Trasfondo
Fillipoff había regresado a Victoria en otoño del 2011 desde Perth (Ontario). De vuelta, estuvo trabajando un breve tiempo en el restaurante de mariscos Red Fish Blue Fish, ubicado en el puerto interior de la ciudad. Como el trabajo era estacional, Fillipoff dejó su puesto el 31 de octubre de 2012, asegurando a sus compañeros de trabajo que volvería en la primavera.
En lo que la policía cree que fue la preparación para regresar a Ontario, el 21 de noviembre Fillipoff contrató una grúa para trasladar su coche, un Mazda, desde Sooke, a 38 kilómetros de Victoria, hasta el estacionamiento del Hotel Victoria. La familia de Emma desconocía por completo que su hija se encontraba alojada en un refugio para mujeres llamado Sandy Merriman House, de uso exclusivo para mujeres víctimas de maltrato de género, desde febrero de 2012. El 23 de noviembre, Fillipoff fue captada en imágenes de las cámaras de seguridad en el Centro YMCA de la ciudad entre las 11:48 y las 11:51 horas, entrando, luego saliendo, luego entrando varias veces como si estuviera intentando evitar a alguien que había en el exterior.
Días antes de su desaparición, Fillipoff había telefoneado a su madre en Ontario, preguntándole si podía volver a casa. En la última llamada entre las dos, su madre se dio cuenta de que Emma se había quedado en la Sandy Merriman House, lo que levantó las sospechas de que algo malo le estaba pasando a su hija, por lo que hizo planes para viajar ella misma hasta Victoria para regresar juntas a casa. El tono de la conversación iba cambiando, llegando Emma a decirle que no sabría cómo mirarle a la cara, al sentirse avergonzada. La madre de Emma llegó a Sandy Merriman House la noche del día 28, después de recorrer de punta a punta Canadá desde Ontario para recogerla.

## Desaparición
En la tarde del día 28 de noviembre, Fillipoff fue grabada en las cámaras de seguridad de un 7-Eleven en Government Street comprando un teléfono móvil de prepago. En el vídeo se mostraba vacilante y asustada, revisando la calle a través de la puerta, como temerosa de salir. Apenas salió, volvió a entrar para comprar una tarjeta de crédito prepago por un coste de 200 dólares. Como constató la policía, Emma abandonó la Sandy Merriman House a las 18:00 horas. Poco después, llamó a un taxi y pidió que la llevaran al Aeropuerto Internacional de Victoria. Sin embargo, pronto salió del taxi, pese a contar con la tarjeta de prepago con la que podía llegar a la terminal.
Minutos después, se vio a Fillipoff caminando descalza frente al Hotel Empress. Un conocido suyo, Dennis Quay, llamó al 911 para decir que una mujer estaba muy angustiada afuera del hotel. La policía de Victoria llegó, tomó el nombre de Fillipoff y pasó 45 minutos hablando con ella. Decidiendo que no era una amenaza para sí misma ni para nadie más, decidieron dejarla en libertad. Hasta que apareció un informe en junio de 2018, nadie informó haber visto a Emma pasadas las 20:00 horas. Más tarde, la policía se encontró con la madre de Fillipoff en Sandy Merriman House, y con la información que esta aportó, la policía dio aviso a las patrullas y se clasificó a Emma Fillipoff como persona desaparecida.
En el estacionamiento del hotel, se encontraba intacto su Mazda MPV rojo de 1993, con casi todas sus pertenencias, incluido su pasaporte, la tarjeta de la biblioteca, una cámara digital, ropa, una almohada, unos cuantos adornos, un ordenador portátil y algunos libros de la biblioteca cogidos prestados.
En junio de 2018, un hombre informó que temprano en la mañana después de la desaparición de Fillipoff, había recogido a una joven en apuros que coincidía con su descripción en Esquimalt, al sur de Vancouver.

## Investigación posterior
Inicialmente, la policía declaró que Fillipoff había sido visto por última vez "con amigos en la avenida Burdett entre las calles Blanshard y Quadra". Los investigadores exploraron más de 200 pistas, obteniendo apenas una información mínima. La mayoría de las pruebas indicaban que estaba planeando regresar a su hogar en Ottawa, pero no había pruebas de que alguna vez dejara Victoria. El teléfono móvil que compró nunca fue activado.
La tarjeta de crédito de Fillipoff supuestamente fue encontrada al costado de la carretera cerca del Centro Comunitario Juan de Fuca, al norte de donde desapareció. Fue encontrada por un extraño, cuyo uso de la tarjeta para comprar cigarrillos fue rastreado por la policía.
Fillipoff había escrito varios textos sobre su estancia en Victoria. Nada de eso indicaba que estuviera siendo acosada, aunque algo de eso indicaba que estaba deprimida, los expertos dijeron que la escritura no tenía los rasgos distintivos del perfil suicida. Sin embargo, según la madre de Fillipoff, el personal de Sandy Merriman afirmó que Emma "requería intervención física y médica".
En marzo de 2016, la madre y el hermano de Fillipoff fueron acusados de blanqueo de dinero, así como delitos de tenencia de drogas y armas, después de una investigación de la Policía provincial de Ontario. Shelley Fillipoff insistió en que los cargos no tenían nada que ver con la desaparición de Emma, y dijo que "uno no tiene nada que ver con el otro". En noviembre de 2016, se retiraron todos los cargos contra Shelley Fillipoff, eximiéndola de cualquier participación.
En el verano de 2018, un testigo llamado William presentó nueva información sobre el encuentro con una mujer la mañana después de la desaparición de Fillipoff. La mujer coincidió con su descripción general y su comportamiento. El informe resultó en la organización de una búsqueda en el área de View Royal de Victoria, en diciembre de 2018. La búsqueda no arrojó pistas adicionales, pero permitió que regresara a la primera línea de noticias.
Antes de esto, las pistas habían sido tenues. El periódico Campbell River Courier-Islander informó en mayo de 2014 que en la ciudad de Gastown, en un negocio de ropa regentado por Joel y Lori Sellen fueron testigos de cómo un hombre entraba en su tienda y retiraba un cartel de recompensa de persona desaparecida por 25.000 dólares para Fillipoff. La pareja informó que el hombre dijo que "no está desaparecida, es mi novia y se escapó porque odia a sus padres". Los propietarios llamaron inmediatamente a la policía. Aunque el vídeo de seguridad de la tienda capturó una imagen del hombre, este no pudo ser identificado.